# SpiderOak
SpiderOak est un outil de sauvegarde en ligne pour Windows, Mac et Linux qui permet aux utilisateurs de sauvegarder, partager, synchroniser, accéder et stocker leurs données sur un serveur hors-site. SpiderOak permet à l'utilisateur de sauvegarder n'importe quel dossier de son ordinateur, à l'opposé d'un service comme Dropbox qui ne peut sauvegarder qu'un dossier spécifique. SpiderOak utilise l'informatique dans le nuage, il chiffre les données sur le serveur, en fonction d'une clé et d'un chiffrement générés par le client, ce qui fait que même les employés de SpiderOak n'ont aucun moyen d'accéder aux données des utilisateurs, c'est l'approche dite de la "connaissance-zéro". SpiderOak se distingue des autres services en fournissant aux utilisateurs un chiffrement de haut niveau, la possibilité de synchroniser des fichiers sur toutes les plateformes et en usant de la dé-duplication automatique des données. Pour cela, SpiderOak utilise une approche par couches de chiffrement superposées, en utilisant une combinaison de RSA 2048 bytes et d'AES 256 bits.
SpiderOak propose deux types de compte, l'un gratuit de 2 Go, et l'autre payant. Ce dernier coûte 10,00 $US par mois par tranche de 100 Go d'espace (ou 100 $US par an par couche de 100 Go). Certaines parties de SpiderOak sont Open source, et le client devrait l'être également dans l'avenir. SpiderOak offre une conception qui tolère les erreurs, aucun fichier ne sera effacé de la sauvegarde du serveur, sauf si l'utilisateur l'efface manuellement par le biais du client SpiderOak, contrairement à certains produits qui peuvent effacer ou écraser des fichiers sans demander l'avis de l'utilisateur.
SpiderOak a gagné le "Editor's Choice Award" dans l'édition d'août 2009 de MacLife Magazine.
Dans une interview au Guardian du 17 juillet 2014 Edward Snowden recommande d'utiliser Spideroak plutôt que Dropbox.
En février 2017, SpiderOak cesse d'utiliser le terme "zero knowledge" pour décrire leur service à la suite des critiques du public. En effet, le terme porte à confusion avec la Preuve à divulgation nulle de connaissance (zero-knowledge proof en anglais). SpiderOak utilise maintenant le terme "no knowledge".

## Fonctions principales
- Toutes les données sont accessibles dans un lieu, grâce à la dé-duplication
- Synchronisation multiplate-forme configurable
- Conserve toutes les versions des fichiers ainsi que ceux effacés
- Partage de dossiers sur le Web avec des "ShareRooms" dotées de RSS
- Capacité de récupérer tout fichier avec n'importe quel ordinateur connecté à Internet
- Chiffrement côté client des données
- Nombre illimité d'ordinateurs connectés au compte[10].